# 디저트 (잡지)
디저트(Dessert, デザート)는 고단샤에서 발행하는 일본의 소녀 만화/여성 만화 잡지이다. 1996년 소녀 프렌드의 소멸 이후 새로운 소녀 잡지로 시작되었다. 소녀 프렌드에서 아직 진행 중이던 시리즈는 디저트로 옮겨졌다.

## 연재

### 현재
- 남자친구는 오렌지색
- 하나노이군과 상사병
- 손끝과 연연
- 아름다운 초저녁달
- 그런데 치기라군이 너무 달콤해

### 과거
- 사랑한다고 말해
- 옆자리 괴물군
- 라이어 × 라이어
- 리얼걸
- 봄을 기다리는 우리들
- 바쿠텐!!

## 관련 잡지
- ARIA (잡지)
- 별책 프렌드
- 나카요시
- 소녀 프렌드